# Unión Cívica Radical Principista
La Unión Cívica Radical Principista o Partido Radical Principista fue un partido político de Argentina creado en 1921, como desprendimiento de la Unión Cívica Radical, que formó parte de una corriente más amplia definida como «antipersonalista», que se oponía a la conducción de Hipólito Yrigoyen, calificada como «personalista». Se disolvió en 1924 cuando sus miembros se fusionaron con otras corrientes radicales antiirigoyenistas para fundar la Unión Cívica Radical Antipersonalista. Participó en las elecciones presidenciales de 1922, impulsando la fórmula presidencial Miguel Laurencena-Carlos Francisco Melo.

## Historia
Desde la década de 1900, dentro del radicalismo argentino, comenzaron a distinguirse dos corrientes. Por un lado estaban los «grises», que defendían el liderazgo de Hipólito Yrigoyen, desde la Revolución radical de 1893. Por otro lado surgió la corriente de los «galeritas» o «azules», que sostenía la necesidad de que el partido no tuviera liderazgos personales que condicionaran los órganos estatutarios y se apartaran de la carta de principios aprobada, calificándolos en términos generales como «personalistas», pero refiriéndose puntualmente el liderazgo de Hipólito Yrigoyen.
Cuando la Unión Cívica Radical ganó las históricas elecciones de 1916, las primeras en las que el voto fue obligatorio y secreto, que terminó con 42 años consecutivos del Partido Autonomista Nacional (liberal-conservador) en el poder, las diferencias internas del radicalismo comenzaron a manifestarse con mayor fuerza. En San Juan y Mendoza, surgieron la Unión Cívica Radical Bloquista y la Unión Cívica Radical Lencinista. Corrientes disidentes se formaron también en Entre Ríos (Eduardo Laurencena), en Tucumán (Vicente Gallo) y la Ciudad de Buenos Aires (Carlos Francisco Melo).
En 1921, la Unión Cívica Radical Bloquista (cantonismo), junto a los radicales disidentes de Tucumán (Gallo, Pedro G. Sal), Salta, Entre Ríos (Laurencena) y la Capital Federal (Melo), decidieron constituir un partido nacional al que denominaron Unión Cívica Radical Principista.
En 1922, un grupo de radicales disidente se reunieron en Córdoba y decidieron crear la UCR Principista, proponiendo la fórmula presidencial integrada por Miguel Laurencena y Carlos F. Melo, obteniendo seis electores por San Juan. En el Colegio Electoral, la UCR Principista se impuso en tres provincias: San Juan, Mendoza y Tucumán, obteniendo un total de 33 votos, sobre 364 miembros totales.

## Resultados electorales
| Año  | Fórmula           | Fórmula               | Voto popular | Voto popular | Voto electoral | Voto electoral  | Resultado | Nota |
| Año  | Presidente        | Vicepresidente        | votos        | %            | votos          | %               | Resultado | Nota |
| ---- | ----------------- | --------------------- | ------------ | ------------ | -------------- | --------------- | --------- | ---- |
| 1922 | Miguel Laurencena | Carlos Francisco Melo | 58.749       | 58.749       | 33/364         | \| \| 8.78 % \| | No electo |      |
|      | 8.78 %            |                       |              |              |                |                 |           |      |